# 努納峰
46°43′24″N 10°9′16″E / 46.72333°N 10.15444°E
努納峰（Piz Nuna），是瑞士的山峰，位於該國東南部，由格勞賓登州負責管轄，屬於塞斯文納山脈的一部分，海拔高度3,124米，每年平均降雨量1,367毫米。